# ビンロウ
ビンロウ（檳榔、学名: Areca catechu）は、太平洋・アジアおよび東アフリカの一部で見られるヤシ科の植物。
種子は嗜好品として、噛みタバコに似た使われ方をされ、ビンロウジ（檳榔子、英: areca nut / betel nut）という場合は通常この種子を指すが、発がん性が指摘されており、「死の実」とも呼ばれる。マレー語では pinang と呼び、ペナン島の名の由来となった植物である。
リンネの『植物の種』(1753年) で記載された植物の一つである。

## 生態
単幹で高さ10 - 17メートル (m) 、まれに30 mに達する。高さの割にはほっそりした樹形をしており、幹には葉痕である横縞がある。雌雄同株であり、1つの花序に雌雄の花をそれぞれつける。果実は長楕円形、長さ5センチメートル (cm) 前後でオレンジ色から深紅色に熟す。果実は1本の幹に大量につくが、1個の果実の中にはマーブル模様の種子が1個入っている。
ビンロウジと呼ばれる果実と、そこに含まれる化学物質をとるため、インドから熱帯アジア、フィジーまで、大規模農場で栽培されている。

## 用途
ビンロウジを噛むことはアジアの広い地域で行われている。その味は、「コウスイガヤやクローブに消毒剤の臭いを足し、タンニンで思いっきり渋くしたよう」だと表現される。ビンロウジを細く切ったもの、あるいはすり潰したものを、キンマ（Piper betle；コショウ科の植物）の葉にくるみ、少量の消石灰を加えたパーン（Paan）と一緒に噛む。消石灰を加えるのは、混合物をアルカリ性にすると、薬物成分が出やすくなるためである。しばらく口の中で噛んでいると、アルカロイドを含む種子の成分と石灰、唾液の混ざった鮮やかな赤や黄色い汁が口中に溜まる。この赤い唾液は飲み込むと胃を痛める原因になるので吐き出すのが一般的である。吐き出すと口の中がさっぱりし、しばらくするとアルカロイド成分が口内の粘膜を通じて吸収されて、軽い興奮・酩酊感を得られるが、煙草と同じように慣れてしまうと感覚は鈍る。そして最後は噛み残った繊維質をガムのように吐き出す。
タイのバンコクから30 - 80キロメートル (km) 北方では、農民は水田耕土中の酸性度を吐き出した実の色の変化で測定する。口の中で赤色をしていたものが、土の酸性が強いと黒色に変化し、酸性が弱いと赤い色のままで変化しない性質を利用したものである。黒色だとまだ耕作するのは早いということであり、赤のままであったら播種してよいという判断をする。
また、ビンロウジの粉は単独では歯磨剤や虫下しに使用される。漢方方剤では、女神散（にょしんさん）、九味檳榔湯（くみびんろうとう）などに配合される。日本では薬局方にも記載されている。日本への生果実の輸入はミカンコミバエ種群（ミバエ）の発生地域からは不可能だが、韓国などミカンコミバエ種群が発生していない地域からなら可能である。また、ミカンコミバエが死滅していると考えられる製法（瓶詰、真空パック、十分に乾燥させたもの）を用いていれば、ミカンコミバエ種群の発生地域からも輸入可能である。「ビンロウは麻薬であるから日本に持ち込むことができない」という認識は誤りである。
マレーシアやインドネシアに見られるビンロウ酒は、ビンロウジの実を搾った汁液を発酵させた酒で、『古今図書集成』には「南蛮傳馬留人、取檳榔瀋為酒」（南蛮のマレー人は、酒を造るために檳榔を採った）と記されている。
仮名垣魯文の西洋道中膝栗毛五編上では、セイロン島で北八が現地人と相撲を取る際に、同行の通訳がビンロウの葉を軍配代わりにして行司を務める。

## 成分

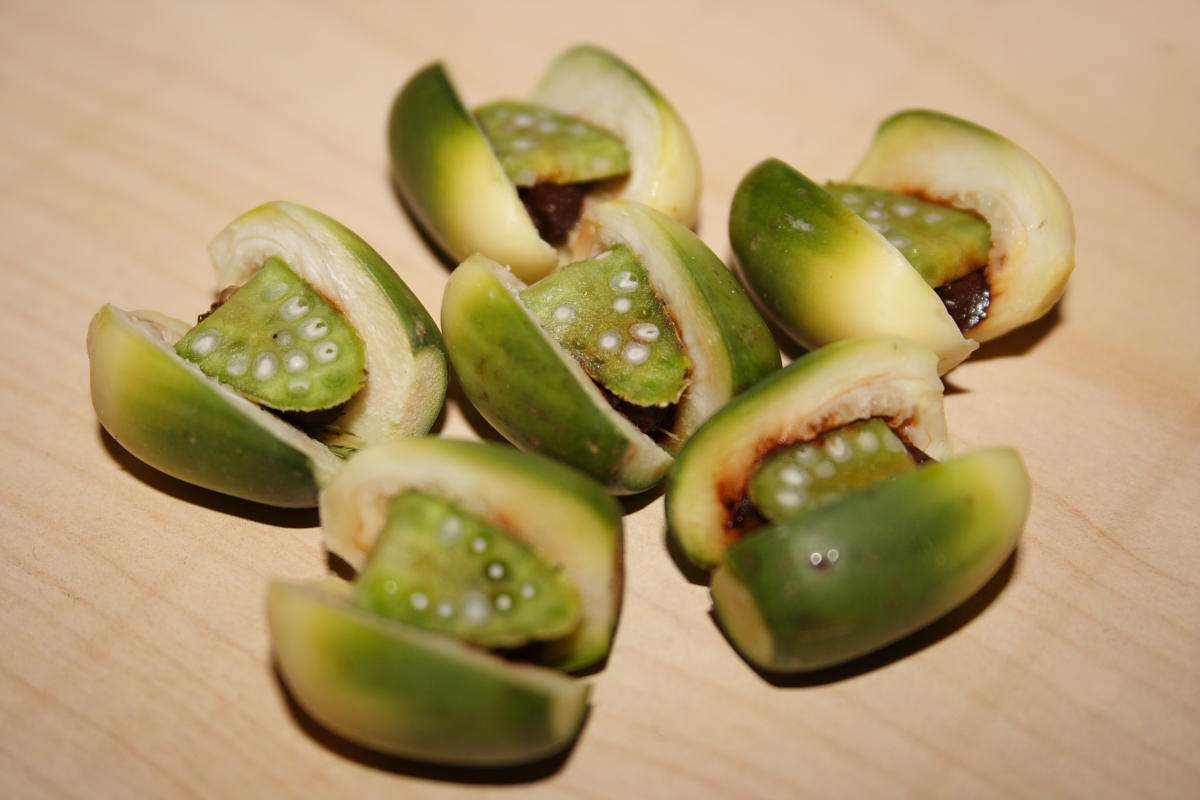
一般的なビンロウ（この他にも葉巻タイプなどもある）

ビンロウジにはアレコリン（arecoline）というアルカロイドが含まれており、タバコのニコチンと同様の作用（興奮、刺激、食欲の抑制など）を引き起こすとされる。石灰はこのアルカロイドをよく抽出するために加える。
ビンロウジには依存性があり、また国際がん研究機関（IARC）はヒトに対して発癌性（主に喉頭ガンの危険性）を示すことを認めている。

## 習慣
ビンロウジは古来から高級嗜好品として愛用されてきた。アジア全域で数百万人の人がビンロウジを日常的に摂取しているといわれる。多くは社交場の潤滑剤としての使用であるが、長距離トラックの運転手が眠気覚ましの薬として習慣的に使うこともある。ビンロウジとキンマは夫婦の象徴とされ、現在でもインドやベトナム、ミャンマーなどでは、結婚式に際して客に贈る風習がある。

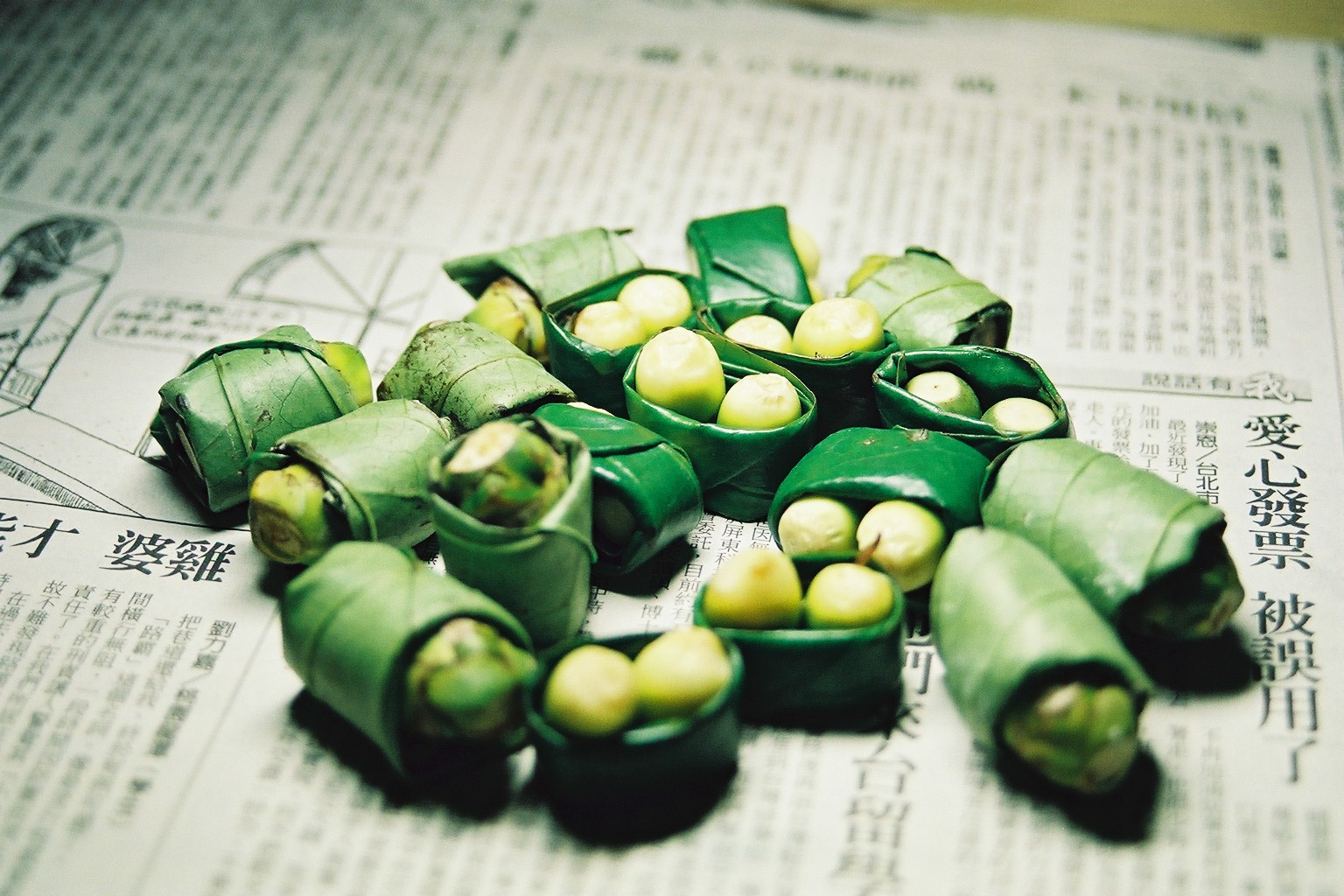
台湾で売っているビンロウ。2個包んだものは「双子星」と呼ばれるタイプ。

床にビンロウジを噛んだ唾液を吐き捨てると、足下に血液が付着したような赤い跡ができ、見るものを不快にさせる。そのためか低俗な人々の嗜好品として、近年では愛好者が減少している傾向にある。
インドで口紅がなかった時代には、唇を赤く染めるのに使われていたが、使いすぎると歯の色がくすんで、最終的に黒くなってしまう。19世紀のシャム（現在のタイ）では、黒い歯が好まれたという。
インドの街頭には、ビンロウジを削ったものをキンマの葉で包み、消石灰を少量加えた「パーン」を専門に売るパーンワラー（Paanwallah）という売り子がいる。パーンワラーは、壺や飲み物を載せた盆を目の前に置き、愛想よく対応しながら、カルダモン、シナモン、ショウノウ、タバコなどのフレーバーのパーンを客に勧めてくる。台湾では、露出度の高い服装をした若い女性（檳榔西施）がビンロウジを販売している光景が見られる。風紀上の問題から2002年に規制法が制定され、台北市内から規制が始まり、桃園県もこれに追従した。以降、台中市、台南市、高雄市など大都市では姿を消した。依然として高速道路のインターチェンジ付近や、地方では道端に立つ『檳榔西施』が見られるが、過激な服装は影を潜めるようになった。
台湾では現在、道路にビンロウジを噛んだ唾液を吐き捨てると罰金刑が課せられるため、中心街では路上に吐き出す習慣は無くなったが、少し離れると吐き捨てた跡や、噛み尽くしたカスが見られる。購入時にエチケット袋（紙コップとティッシュペーパーの場合が多い）が共に渡される。